# Orde van de Ster van Brabant
De Orde van de Ster van Brabant (Duits: "Orden Stern von Brabant" of "Orden des Sterns von Brabant") werd op 14 juni 1914, kort voor het begin van de Eerste Wereldoorlog die een eind aan de Hessische monarchie en haar Ridderorden zou maken, ingesteld door Groothertog Ernst Ludwig van Hessen.
De Orde was bedoeld voor dienaren van de Hessische staat, belonen van naastenliefde en "al wat de welvaart in Hessen bevorderde". De moderne vormgeving van de decoratie is een breuk met de tradities en kenmerkend voor het vooruitstrevende Hessen. De zeven klassen en de mogelijkheid om ieder daarvan ook nog een gouden kroon als verhoging te verlenen zijn daarentegen wel typisch voor de toenmalige Duitse standenmaatschappij. De Orde werd niet aan Dames verleend, voor hen was er een "damesorde", de Damesorde van de Ster van Brabant.
In het instellingsbesluit noemde de Groothertog de "Band die Vorst en volk innig verbindt en met een zichtbaar teken bekrachtigd zou worden". Daarom zou de Vorst genadelijk mannen en vrouwen die zich bijzonder inspannen, zij het in zijn dienst of daarbuiten, voor de Hertog, voor de naastenliefde of het algemeen belang en de welvaart onderscheiden.
Over de gekozen naam schrijven de statuten dat de Orde herinnert aan "Onze Doorluchtige Voorvader Heinrich, de kleinzoon van de Heilige Elisabeth van Thüringen die als Landgraaf en stamvader van zijn Vorstelijk Huis uit de stam der Hertogen van Brabant stamde". Daarom werd de Orde "Orden Stern von Brabant" genoemd en daarom was de 24e juni, de geboortedag van Onze Doorluchtige Voorvader Heinrich de stichtingsdag van de orde.
De Groothertog van Hessen bepaalde dat hij en zijn opvolgers de Grootmeesters van de Orde van de Ster van Brabant zouden zijn. De Orde van de Ster van Brabant was in rang gelijk aan de oudere Hessische Orde van Philipp de Grootmoedige.
De zeven (of achttien) klassen van de Orde
- Grootkruis
- Grootofficier der Eerste Klasse met een met turkooizen bezette ster
- Grootofficier der Eerste Klasse
- Grootofficier der Tweede Klasse met kroon
- Grootofficier der Tweede Klasse
- Erekruis der Eerste Klasse met kroon
- Erekruis der Eerste Klasse
- Erekruis der Tweede Klasse met kroon
- Erekruis der Tweede Klasse
- Ridder der Eerste Klasse met kroon
- Ridder der Eerste Klasse
- Ridder der Tweede Klasse met kroon
- Ridder der Tweede Klasse

verder waren er
- Het Zilveren Kruis der Eerste Klasse met kroon
- Het Zilveren Kruis der Eerste Klasse
- Het Zilveren Kruis der Tweede Klasse met kroon
- Het Zilveren Kruis der Tweede Klasse

en
- De Zilveren Medaille

De versierselen van de Orde
Het kleinood is een staalblauw geëmailleerd rond kruis met vier afgeronde armen. In de armen is bij de aan linten gedragen kruizen een dubbele ring met twee gouden ballen, gelijkend op kogellagers, geplaatst. Op het kruis ligt een ster met vier lange en vier korte stralen.
De gebrillanteerde zilveren ster van de Grootkruisen heeft acht punten waarvan twee naar boven, twee naar links, twee naar recht en twee naar beneden wijzen. Op de ster is een medaillon met gekroonde "H" gelegd.
De kronen in het medaillon of op de sterren zijn met twee fleurons en twee omhoogstekende parels bezet. Op de band zijn edelstenen aangebracht.
De catalogus van Jörg Nimmergut geeft 32 verschillende uitvoeringen van deze Orde.Omdat zij maar kort heeft bestaan zijn vooral de hogere graden vrij zeldzaam.
De versierselen passen in de traditie van de jugendstil en breken opvallendmet de gebruikelijke vormgeving van Europese ridderorden. De orde van de Ster van Brabant is als vlak voor de uitbraak van de Eerste Wereldoorlog en de daaruit volgende ondergang van de Duitse monarchieën een laatste hoogtepunt van de bloei van de 19e-eeuwse ridderorden. De vele graden en de zeer kunstzinnig vormgegeven, volledig in de smaak van de tijd en de sieraden van de Duitse Jugendsil passende, voor onderscheidingen avangardistische versierselen vallen op.
De versierselen waarvan een aantal met ronde lichtblauwe turkooisen zijn bezet zijn de vrucht van de bevordering van de decoratieve kunsten door de zeer in esthetiek geïnteresseerde Groothertog Ernst Lodewijk. Ze zijn in de stijl van de "deutsche Werkbund" en de kunstenaarskolonie Mathildenhöhe", in Darmstadt vormgegeven.  